# باشگاه فوتبال ایندپندینته مدئین
باشگاه فوتبال ایندپندینته مدئین (اسپانیایی: Independiente Medellín‎) یک باشگاه فوتبال در شهر مدئین، کلمبیا است.
این باشگاه که در سال ۱۹۱۳ تأسیس شده‌است سابقه ۶ قهرمانی در لیگ سری آ کلمبیا را در کارنامه دارد.این تیم همچنین سابقه ۳ قهرمانی در کوپا کلمبیا دارد . این تیم در سال ۲۰۰۳ در بهترین عملکرد بین المللی خود توانست به نیمه نهایی لیبرتادورس برسد .
ایندیپندنته مدلین با اتلتیکو ناسیونال رقابت دارد و این تیم ها در ال کلاسیکو پایسا به مصاف یکدیگر می روند که یکی از مهم ترین دربی های این کشور محسوب می شود.